# Sørhausane
Die Sørhausane (norwegisch für Südgipfel) sind eine kleine Gebirgsgruppe im ostantarktischen Königin-Maud-Land. Am südlichen Ende der Sverdrupfjella ragen sie 3 km südlich des Nupskåpa auf.
Norwegische Kartographen, die sie auch benannten, kartierten sie anhand geodätischer Vermessungen und mittels Luftaufnahmen der Norwegisch-Britisch-Schwedischen Antarktisexpedition (NBSAE, 1949–1952) und Luftaufnahmen der Dritten Norwegischen Antarktisexpedition (1956–1960).